# Olympische Sommerspiele 2000/Radsport – Keirin (Männer)
Der Keirin der Männer bei den Olympischen Spielen 2000 in Sydney wurde am 21. September im Dunc Gray Velodrome ausgetragen.

## Ergebnisse

### 1. Runde
Die zwei Bestplatzierten von jedem Lauf qualifizierten sich direkt für das Halbfinale, die übrigen Fahrer konnten sich über Hoffnungsläufe für das Halbfinale qualifizieren.

#### Lauf 1
| Rang | Athlet               | Nation             | Anm. |
| ---- | -------------------- | ------------------ | ---- |
| 1    | Jens Fiedler         | Deutschland        | Q    |
| 2    | Gary Neiwand         | Australien         | Q    |
| 3    | Shinishi Ota         | Japan              |      |
| 4    | Lampros Vasilopoulos | Griechenland       |      |
| 5    | Jaroslav Jeřábek     | Slowakei           |      |
| 6    | Christian Arrue      | Vereinigte Staaten |      |

#### Lauf 2
| Rang | Athlet           | Nation         | Anm. |
| ---- | ---------------- | -------------- | ---- |
| 1    | Pavel Buráň      | Tschechien     | Q    |
| 2    | Roberto Chiappa  | Italien        | Q    |
| 3    | Eom In-yeong     | Südkorea       |      |
| 4    | Chris Hoy        | Großbritannien |      |
| 5    | Florian Rousseau | Frankreich     |      |
| 6    | Grzegorz Krejner | Polen          |      |
| DSQ  | Anthony Peden    | Neuseeland     |      |

#### Lauf 3
| Rang | Athlet            | Nation             | Anm. |
| ---- | ----------------- | ------------------ | ---- |
| 1    | Jan van Eijden    | Deutschland        | Q    |
| 2    | Frédéric Magné    | Frankreich         | Q    |
| 3    | David Cabrero     | Spanien            |      |
| 4    | Marty Nothstein   | Vereinigte Staaten |      |
| 5    | Matt Sinton       | Neuseeland         |      |
| 6    | Yūichirō Kamiyama | Japan              |      |
| DSQ  | Ainārs Ķiksis     | Lettland           |      |

### Hoffnungsläufe 1. Runde
Die beiden Ersten eines jeden Laufs qualifizierten sich für das Halbfinale.

#### Lauf 1
| Rang | Athlet           | Nation         | Anm. |
| ---- | ---------------- | -------------- | ---- |
| 1    | Ainārs Ķiksis    | Lettland       | Q    |
| 2    | Shinishi Ota     | Japan          | Q    |
| 3    | Grzegorz Krejner | Polen          |      |
| 4    | Matt Sinton      | Neuseeland     |      |
| DSQ  | Chris Hoy        | Großbritannien |      |

#### Lauf 2
| Rang | Athlet           | Nation             | Anm. |
| ---- | ---------------- | ------------------ | ---- |
| 1    | Marty Nothstein  | Vereinigte Staaten | Q    |
| 2    | Florian Rousseau | Frankreich         | Q    |
| 3    | Anthony Peden    | Neuseeland         |      |
| 4    | In-Young Eum     | Südkorea           |      |
| 5    | Christian Arrue  | Vereinigte Staaten |      |

#### Lauf 3
| Rang | Athlet               | Nation       | Anm. |
| ---- | -------------------- | ------------ | ---- |
| 1    | David Cabrero        | Spanien      | Q    |
| 2    | Lampros Vasilopoulos | Griechenland | Q    |
| DNF  | Jaroslav Jeřábek     | Slowakei     |      |
| DSQ  | Yūichirō Kamiyama    | Japan        |      |

### Halbfinale
Die besten drei Athleten eines jeden Halbfinallaufs qualifizierten sich für das Finale.

#### Lauf 1
| Rang | Athlet               | Nation       | Anm. |
| ---- | -------------------- | ------------ | ---- |
| 1    | Jens Fiedler         | Deutschland  | Q    |
| 2    | Jan van Eijden       | Deutschland  | Q    |
| 3    | Florian Rousseau     | Frankreich   | Q    |
| 4    | Roberto Chiappa      | Italien      |      |
| DSQ  | Lampros Vasilopoulos | Griechenland |      |
| DSQ  | Ainārs Ķiksis        | Lettland     |      |

#### Lauf 2
| Rang | Athlet          | Nation             | Anm. |
| ---- | --------------- | ------------------ | ---- |
| 1    | Marty Nothstein | Vereinigte Staaten | Q    |
| 2    | Gary Neiwand    | Australien         | Q    |
| 3    | Frédéric Magné  | Frankreich         | Q    |
| 4    | David Cabrero   | Spanien            |      |
| 5    | Pavel Buráň     | Tschechien         |      |
| 6    | Shinishi Ota    | Japan              |      |

### Finale
| Rang           | Athlet           | Nation             |
| -------------- | ---------------- | ------------------ |
| Goldmedaille   | Florian Rousseau | Frankreich         |
| Silbermedaille | Gary Neiwand     | Australien         |
| Bronzemedaille | Jens Fiedler     | Deutschland        |
| 4              | Jan van Eijden   | Deutschland        |
| 5              | Marty Nothstein  | Vereinigte Staaten |
| 6              | Frédéric Magné   | Frankreich         |